# Данте (футболист)
Да́нте Бонфи́м Ко́ща Са́нтош (на португалски: Dante Bonfim Costa Santos) или просто Да́нте (браз. произношение: [ˈdɐ̃tʃi]) е бразилски футболист на Ница. Играе на поста централен защитник.

## Успехи
Стандар Лиеж
- Шампион на Белгия (1): 2007/08
- Суперкупа на Белгия (1): 2008

 Байерн Мюнхен
- Шампион на Германия (3): 2012/13, 2013/14, 2014/15
- Купа на Германия (2): 2012/13, 2013/14
- Суперкупа на Германия (1): 2012
- Шампионска лига (1): 2012/13
- Суперкупа на УЕФА (1): 2013
- Световно клубно първенство на ФИФА (1): 2013

 Бразилия
- Купа на конфедерациите (1): 2013